# Introducing... Mari Hamada

Introducing... Mari Hamada est un album de Mari Hamada réalisé pour l'étranger, comprenant de nouvelles chansons, des reprises, et d'anciens titres. Deux éditions aux pochettes et contenus différents sortent : une pour l'Asie en 1993, et une pour l'Europe en 1994.

## Édition pour l'Asie

### Présentation
Albums de Mari Hamada
Anti-Heroine
(1993) All My Heart
(1994)
Compilations par Mari Hamada
Inclination
(1994)
L'album Introducing... Mari Hamada sort le 30 mai 1993 dans divers pays d'Asie sous le label MCA Records. C'est le premier de la chanteuse à être édité hors du Japon.
Cette première édition de l'album contient treize titres, les huit premiers interprétés en anglais, et les suivants en japonais. Six d'entre eux étaient déjà parus sur l'album Anti-Heroine sorti au Japon seulement deux mois auparavant, et deux autres sur l'album Tomorrow qui l'a précédé ; de ce fait, l'album Introducing... est généralement considéré plutôt comme une compilation. Il contient aussi deux nouvelles chansons (If You're Looking For Love et Someone Like You), et trois ré-interprétations d'anciens titres renommés pour l'occasion : Color Blind (version en anglais de la chanson Paradox, single de l'album Tomorrow), More Than Ever - For Such A Long Time (version ré-écrite de More Than Ever du même album), et If It's Love (version en anglais de Is This Justice? de l'album Colors). Longtemps inédits au Japon, ces cinq titres y paraitront finalement dix ans plus tard sur la compilation Inclination II de 2003.
Seules les huit chansons en anglais figureront sur la version européenne de l'album qui sortira huit mois plus tard, accompagnés de quatre autres titres qui figureront ensuite sur le second album de la chanteuse pour l'Asie, All My Heart, qui sortira en août 1994.

### Liste des pistes
Mari Hamada est co-créditée sur tous les titres sauf le n°5.
| 1.  | I Have a Story to Tell (de l'album Anti-Heroine)                        | Marc Tanner, Jody Gray, Paul Mirkovich      |  |
| 2.  | If You're Looking for Love (nouvelle chanson)                           | Marc Tanner, Paul Mirkovich, Jody Gray      |  |
| 3.  | Hold On (One More Time) (de l'album Anti-Heroine)                       | Marc Tanner, Jody Gray                      |  |
| 4.  | Color Blind (version en anglais de Paradox, single de l'album Tomorrow) | Takashi Masuzaki                            |  |
| 5.  | Someone Like You (nouvelle chanson)                                     | Gunner Nelson, Matthew Nelson, Marc Tanner  |  |
| 6.  | Going Through the Motions (de l'album Anti-Heroine)                     | Marc Tanner, Jody Gray, Hiroyuki Ohtsuki    |  |
| 7.  | More Than Ever - For Such a Long Time (nouvelle version ; de Tomorrow)  | Jody Gray, Katsumi Yamaura, Takanobu Masuda |  |
| 8.  | If It's Love (version en anglais de Is This Justice? de l'album Colors) | Jody Gray, Hiroyuki Ohtsuki                 |  |
| 9.  | Heart to Heart (de l'album Anti-Heroine)                                | Hiroyuki Ohtsuki                            |  |
| 10. | Cry for the Moon (de l'album Anti-Heroine)                              | Hiroyuki Ohtsuki                            |  |
| 11. | So Hurt So Long (de l'album Anti-Heroine)                               | Marc Tanner, Hiroyuki Ohtsuki               |  |
| 12. | Rainy Blue (de l'album Tomorrow)                                        | Hiroyuki Ohtsuki                            |  |
| 13. | Tomorrow (de l'album Tomorrow)                                          | Hiroyuki Ohtsuki                            |  |

## Édition pour l'Europe

### Présentation
Albums de Mari Hamada
Anti-Heroine
(1993) All My Heart
(1994)
Compilations par Mari Hamada
Inclination
(1994)
Huit mois après l'Asie, l'album Introducing... Mari Hamada sort en Europe le 24 janvier 1994 sous le label MCA Records, avec une pochette et un contenu différents.
Cette deuxième édition de l'album contient douze titres, tous interprétés en anglais. Elle ne reprend donc que les huit titres en anglais de l'édition asiatique, dans un ordre différent : les deux nouvelles chansons If You're Looking For Love (re-titrée Looking For Love) et Someone Like You, trois des chansons déjà parues sur l'album Anti-Heroine, et les trois ré-interprétations d'anciens titres re-titrés pour l'occasion : If It's Love (version en anglais de Is This Justice? de l'album Colors), Color Blind (version en anglais de la chanson Paradox, single de l'album Tomorrow), et More Than Ever - For Such A Long Time (version ré-écrite de More Than Ever du même album).
Sont rajoutées en complément quatre nouvelles ré-interprétations d'anciens titres : In My Private Heaven (version en anglais de Private Heaven de l'album Anti-Heroine), With All My Heart (version en anglais de Over The Rainbow de la compilation Sincerely), Till Tomorrow (version en anglais de Tomorrow de l'album homonyme, déjà présent sur l'édition asiatique dans sa version d'origine), et Heaven Knows (When I Wish Upon a Star) (version en anglais de Heaven Knows, single de l'album Colors). Ces quatre titres ré-interprétés figureront également sur l'album All My Heart qui sortira six mois plus tard en Asie.

### Liste des pistes
Mari Hamada est co-créditée sur tous les titres sauf le n°6.
| 1.  | In My Private Heaven (version en anglais de Private Heaven de Anti-Heroine) | Jody Gray, Hiroyuki Ohtsuki, Marc Tanner    |  |
| 2.  | Hold On (One More Time) (de l'album Anti-Heroine)                           | Marc Tanner, Jody Gray                      |  |
| 3.  | With All My Heart (version en anglais de Over The Rainbow de Sincerely)     | Jody Gray, Hiroyuki Ohtsuki                 |  |
| 4.  | I Have a Story to Tell (de l'album Anti-Heroine)                            | Marc Tanner, Jody Gray, Paul Mirkovich      |  |
| 5.  | Looking for Love (nouvelle chanson ; alias If You're Looking for Love)      | Marc Tanner, Paul Mirkovich, Jody Gray      |  |
| 6.  | Someone Like You (nouvelle chanson)                                         | Gunner Nelson, Matthew Nelson, Marc Tanner  |  |
| 7.  | If It's Love (version en anglais de Is This Justice? de l'album Colors)     | Jody Gray, Hiroyuki Ohtsuki                 |  |
| 8.  | Color Blind (version en anglais de Paradox, single de l'album Tomorrow)     | Takashi Masuzaki, Jody Gray                 |  |
| 9.  | Till Tomorrow (version en anglais de Tomorrow de l'album Tomorrow)          | Jody Gray, Hiroyuki Ohtsuki                 |  |
| 10. | Going Through the Motions (de l'album Anti-Heroine)                         | Marc Tanner, Jody Gray, Hiroyuki Ohtsuki    |  |
| 11. | Heaven Knows (When I Wish Upon a Star) (version en anglais ; de Colors)     | Jody Gray, Hiroyuki Ohtsuki                 |  |
| 12. | More Than Ever - For Such a Long Time (nouvelle version ; de Tomorrow)      | Jody Gray, Katsumi Yamaura, Takanobu Masuda |  |